# Immigrant Song
Immigrant Song (с англ. — «Песня иммигранта») — песня британской хард-рок-группы Led Zeppelin, композиция Джимми Пейджа и Роберта Планта, первый трек альбома Led Zeppelin III.  В марте 2023 года группа авторов американского издания Rolling Stone включила композицию в список «100 величайших хеви-метал песен всех времён». В этом рейтинге она заняла 18-ю позицию.

## История создания
«Immigrant Song» была написана Джимми Пейджем и Робертом Плантом в ходе европейских гастролей группы, которые открывались концертом в Рейкьявике. Об истоках своего вдохновения Плант говорил следующее:

В этом не было ничего помпезного. Мы действительно явились из «страны льда и снега». Мы были гостями исландского правительства, в рамках культурной миссии. Нам предложили выступить в Рейкьявике, но за день до нашего прибытия все государственные служащие страны объявили забастовку, что поставило концерт под угрозу срыва. Городской университет подготовил для нашего выступления концертный зал, он был феноменален. Реакция зрителей была удивительной, мы получили огромное удовольствие. «Immigrant Song» была написана об этой поездке: она стала первым треком альбома, который должен был радикально отличаться от предыдущих. Оригинальный текст (англ.)We weren't being pompous ... We did come from the land of the ice and snow. We were guests of the Icelandic Government on a cultural mission. We were invited to play a concert in Reykjavik and the day before we arrived all the civil servants went on strike and the gig was going to be cancelled. The university prepared a concert hall for us and it was phenomenal. The response from the kids was remarkable and we had a great time. "Immigrant Song" was about that trip and it was the opening track on the album that was intended to be incredibly different.
Спустя шесть дней после выступления в Рейкьявике Led Zeppelin впервые исполнили Immigrant Song на сцене фестиваля Бат.

## Текст и образность
В песне (посвященной Лейфу Эриксону и впервые продемонстрировавшей интерес Планта к скандинавской мифологии) повествование ведётся от лица викингов, направляющихся на Запад в поиске неоткрытых земель («Fight the horde, sing and cry, Valhalla, I am coming!»). «Immigrant Song» (как и впоследствии «Stairway to Heaven») заложила основу для целой ветви мифологии Led Zeppelin. Некоторые её строки стали афоризмами и вошли в заголовки статей, книг и фильмов («Hammer of the Gods»; эта фраза стала также употребляться для общей характеристики звучания группы). Образность позже была заимствована и развита многими метал-группами (Iron Maiden, Manowar и др.)

## Сингл
Вопреки протестам участников группы и менеджера Питера Гранта, в ноябре 1970 года трек «Immigrant Song» был выпущен синглом и поднялся до #16 в Billboard Hot 100, до #8 — в списках Cashbox. Би-сайд, «Hey Hey What Can I Do» лишь в 1990 году был включен в бокс-сет; до этого его можно было найти лишь на этом сингле. Японский вариант сорокапятки, на обороте которой (в результате ошибки) оказался трек «Out on the Tiles», до сих пор считается раритетом.
Аранжированная Трентом Резнором кавер-версия песни звучит в начальных (полуабстрактных) титрах фильма Дэвида Финчера «Девушка с татуировкой дракона» (2011). Также оригинальная версия песни вошла в саундтрек фильма «Тор: Рагнарёк» (2017) и звучит в сцене финальной битвы, где смысл песни удачно сочетается с комиксной интерпретацией скандинавской мифологии.

## Концертные версии
В 1970—1972 годах Led Zeppelin обычно открывали песней «Immigrant Song» свои концерты. В ходе американских гастролей во второй половине 1972 года в качестве прелюдии к ней использовался короткий фрагмент под названием «LA Drone», призванный передать аудитории ощущение нарастающего предчувствия чего-то грандиозного. На концертах Джимми Пейдж удлинял композицию продолжительным гитарным соло, которого не было в оригинальном студийном варианте. К 1973 году группа стала использовать «Immigrant Song» на бис ; после 1974 года — исключила её из своего концертного репертуара вообще.
«Живые» версии «Immigrant Song» представлены на альбомах «How The West Was Won» (куда включен фрагмент выступления группы на Long Beach Arena в 1972 году) и Led Zeppelin BBC Sessions (версия, записанная в лондонском Paris Theatre в 1971 году).

## Кавер-версии
- 1988 — Nirvana, сборник With the Lights Out
- 1993 — Infectious Grooves, альбом Sarsippius' Ark
- 2003 — Margot MacDonald, альбом WALLS
- 2005 — Demons & Wizards, альбом Touched by the Krimson King
- 2009 — Hollywood Undead, альбом Desperate Measures
- 2011 — Трент Резнор совместно с Карен О, саундтрек к фильму «Девушка с татуировкой дракона».
- 2012 — Enslaved, на канале NRK
- 2020 — Diamond Head, альбом «Lightning to the Nations 2020»

## Позиции в чартах
| Чарты (1971)                           | Наивысшее место |
| -------------------------------------- | --------------- |
| US Cash Box Top 100 Singles Chart      | 8               |
| German Singles Chart                   | 6               |
| Canadian CHUM Chart                    | 2               |
| Canadian RPM Top 100 Chart             | 4               |
| US Billboard Hot 100 Singles Chart     | 16              |
| Dutch Singles Chart                    | 9               |
| South African Top 20 Singles Chart     | 7               |
| Australian Go-Set Top 60 Singles Chart | 16              |
| Swiss Singles Chart                    | 4               |
| Austrian Singles Chart                 | 13              |
| New Zealand Top 50 Singles Chart       | 4               |
| Italian Singles Chart                  | 59              |